# 曾文辿
曾文辿（854年—916年），唐末寧都人，著名風水大師，為風水宗師楊筠松之高徒。辿，音參（參加之參）。歷代偶有典籍，將曾文辿寫成「曾文迪」，應為手民之誤。
五代後梁貞明丙子（916年）年底，曾文辿帶著弟子們在袁州覲丘山（今日江西宜春市萬載縣）探勘，找到一個「五牛飲水穴」，曾文辿大喜，說死後要埋在此穴，弟子紛紛怪其口不擇言，但他說就要用到了，不久果然羽化，弟子尊重遺願，將其埋於此地，並稱為「曾仙塘」。

## 著作
- 《天玉經序》
- 《青囊序》
- 《陰陽問答》
- 《尋龍記》
- 《八分歌》
- 《泥水經》